# Trichoplusia exquisitodes
Trichoplusia exquisitodes är en fjärilsart som beskrevs av Embrik Strand 1917. Trichoplusia exquisitodes ingår i släktet Trichoplusia och familjen nattflyn. Inga underarter finns listade i Catalogue of Life.